# بريت شابمان
بريت شابمان (بالإنجليزية: Brett Chapman)‏ هو محامي أمريكي، ولد في 1983 في بونكا سيتي في الولايات المتحدة.